# Fy fan svenska man
Fy fan svenska man är Attentats sjunde singel och den första i en serie av sex singlar, släppta en gång i månaden, som föregick albumet ”Fy fan”. Samtliga dessa skivomslag designades av Håkan Sandsjö. Den digitala singeln av låten ”Fy fan svenska man” släpptes symboliskt på Sveriges nationaldag 6 juni 2012.  Singeln var det första nya materialet från bandet på 20 år. När singeln släpptes uppfattades texten som kontroversiell av en del människor, då den berör schablonbilden av den svenska mansrollen.  Medverkar gör Mats Jönsson, Magnus Rydman, Cristian Odin, Patrik Kruse och Paul Schöning.